# أنيت كونتافيت
أنيت كونتافيت مواليد 24 ديسمبر 1995 في تالين، هي لاعبة كرة مضرب إستونية بدأت مسيرتها كمحترفة سنة 2010 تلعب باليد اليمنى وتحتل حالياً المرتبة 91 (8 فبراير 2016) في تصنيف رابطة محترفات كرة المضرب.

## وصلات خارجية
- أنيت كونتافيت على موقع رابطة محترفات التنس (الإنجليزية)
- أنيت كونتافيت على موقع الاتحاد الدولي لكرة المضرب (الإنجليزية)
- أنيت كونتافيت على موقع كأس بيلي جين كينغ (الإنجليزية)
- أنيت كونتافيت على موقع بطولة ويمبلدون (الإنجليزية)
- أنيت كونتافيت على موقع خلاصة التنس.كوم (الإنجليزية)
- أنيت كونتافيت على موقع إي إس بي إن.كوم (الإنجليزية)
- أنيت كونتافيت على موقع اللجنة الأولمبية الدولية (الإنجليزية)
- أنيت كونتافيت على موقع أوليمبيديا (الإنجليزية)

- الموقع الرسمي